# Guvernør
En guvernør er den øverste myndighedsrepræsentant i en koloni, en delstat eller anden subnational enhed.

## Guvernører i Rusland
Guvernører i Den Russiske Føderation er den højeste embedsmand i krajer, oblaster, autonome oblaster og de føderale byer, Sankt Petersborg og Sevastopol. I Moskva kaldes lederen borgmester.
Fra 1995 til 2005 blev guvernører valgt af beboerne i Den Russiske Føderation inden for rammerne af direkte, lige og hemmelig afstemning. Fra 2005 til 2012 blev de udpeget Statsdumaen i Den Russiske Føderation efter forslag fra Ruslands præsident. Den 1. juni 2012 år trådte en ny lov i kraft, der genindførte direkte valg af de højeste guvernører i Rusland.
| Ledelse | Spire Denne artikel om ledelse i teori eller praksis er en spire som bør udbygges. Du er velkommen til at hjælpe Wikipedia ved at udvide den. |